# Bergisch Gladbach
Bergisch Gladbach é uma cidade da Alemanha, localizada no distrito de Rheinisch-Bergischer Kreis da região administrativa de Colônia, estado de Renânia do Norte-Vestfália.

## Geografia

### Organização administrativa
Bergisch Gladbach é dividido em seis distritos estatísticos (em alemão: Statistischer Bezirk, sem qualidade de distritos municipais) e 25 bairros.
- Statistischer Bezirk 1: Bergisch Gladbach-Hand, Katterbach, Nußbaum, Paffrath, Schildgen
- Statistischer Bezirk 2: Gronau, Hebborn, Heidkamp, Stadtmitte
- Statistischer Bezirk 3: Herrenstrunden, Romaney, Sand
- Statistischer Bezirk 4: Asselborn, Bärbroich, Herkenrath
- Statistischer Bezirk 5: Bensberg, Bockenberg, Kaule, Lückerath, Moitzfeld
- Statistischer Bezirk 6: Alt-Refrath, Frankenforst, Kippekausen, Lustheide, Refrath

## Cidadãos notórios
- Heidi Klum (1973, modelo, apresentadora e produtora televisiva)
- Fabian Hambüchen (1987, ginasta)
- Mats Hummels (1988), futebolista atualmente joga no Borussia Dortmund